# Koševine
Koševine (izvirno srbsko Кошевине) je naselje v Srbiji, ki upravno spada pod Občino Prijepolje; slednja pa je del Zlatiborskega upravnega okraja.

## Demografija
V naselju živi 793 polnoletnih prebivalcev, pri čemer je njihova povprečna starost 35,9 let (34,3 pri moških in 37,8 pri ženskah). Naselje ima 296 gospodinjstev, pri čemer je povprečno število članov na gospodinjstvo 3,54.
To naselje je, glede na rezultate popisa iz leta 2002, večinoma srbsko, a v času zadnjih treh popisov je opazno zmanjšanje števila prebivalcev.
|  |

| Demografija | Demografija     | Demografija     |
| Leto        | Št. prebivalcev | Št. prebivalcev |
| ----------- | --------------- | --------------- |
|             |                 |                 |
|             |                 |                 |
|             |                 |                 |
|             |                 |                 |
| 1948        | 503             |                 |
| 1953        | 556             |                 |
| 1961        | 587             |                 |
| 1971        | 707             |                 |
| 1981        | 899             |                 |
| 1991        | 1120            | 1111            |
| 2002        | 1106            | 1049            |
|             |                 |                 |

| Etnična sestava po popisu iz leta 2002 | Etnična sestava po popisu iz leta 2002 | Etnična sestava po popisu iz leta 2002 | Etnična sestava po popisu iz leta 2002 | Etnična sestava po popisu iz leta 2002 |
| -------------------------------------- | -------------------------------------- | -------------------------------------- | -------------------------------------- | -------------------------------------- |
| Srbi                                   | Srbi                                   |                                        | 718                                    | 68,44%                                 |
| Bošnjaki                               | Bošnjaki                               |                                        | 242                                    | 23,06%                                 |
| Muslimani                              | Muslimani                              |                                        | 81                                     | 7,72%                                  |
| Črnogorci                              | Črnogorci                              |                                        | 1                                      | 0,09%                                  |
| Neznano                                | Neznano                                |                                        | 0                                      | 0,0%                                   |